# Pterula fluminensis
Pterula fluminensis är en svampart som beskrevs av Corner 1952. Pterula fluminensis ingår i släktet Pterula och familjen mattsvampar.   Inga underarter finns listade i Catalogue of Life.